# Mitrobates
Mitrobates (en llatí Mitrobates, en grec antic Μιτροβάτης) fou sàtrapa persa de Dascilios ap a l'any 525 aC.
Mitrobates es coneix per un passatge de les Històries d'Heròdot, on s'enfronta al sàtrapa Oretos de Sardes que havia permès a Samos romandre fora del domini persa. Li va dir que l'illa era molt fàcil de sotmetre, ja que el seu tirà Polícrates s'havia apoderat de Samos només amb quinze hoplites.
Per això durant l'època convulsa que va seguir la mort de Cambises II de Pèrsia i el govern del mag usurpador Smerdis, Oretos va atacar a Mitrobates i el va matar junt amb el seu fill Cranaspes, segurament l'any 520 aC.